# Transgeneration
Transgeneration est une émission de télévision de téléréalité documentaire américaine en six épisodes de 27 minutes et deux épisodes de 54 minutes réalisée par Jeremy Simmons, produite par Thairin Smothers et diffusée entre le 20 septembre et le 8 novembre 2005 sur Logo et Sundance Channel.
Cette émission documentaire est inédite dans les pays francophones.
Produite par Sundance Channel en association avec Logo, a reçu le prix du meilleur documentaire lors des GLAAD Media Awards en 2006 et fut encensé par la critique lors de sa diffusion aux États-Unis fin 2005.

## Synopsis
Suivi, durant près d’un an, de la vie de quatre étudiants américains (deux garçons et deux filles), issus de milieux sociaux différents, vivant dans des villes différentes, avec des ambitions différentes, mais tous guidés par le même désir, le même besoin chevillé au corps : changer de sexe ! Recherchant à travers cette transformation, la délivrance d'une nouvelle naissance, nous faisant partager leurs doutes, leurs souffrances, les étapes des traitements, le regard des autres sur eux. 

## Distribution
- Trent Jackson Jourian
- Lucas Cheadle
- Andrea Gabrielle Gibson
- Raci Ignacio

## Récompenses
- 2006 : GLAAD Media Awards : Prix du meilleur documentaire